# Hoya-Gonzalo
Hoya-Gonzalo és un municipi de la província d'Albacete, que es troba a 32 km d'Albacete, en la comarca de la Manxa de Montearagón (Chinchilla de Montearagón).
Ocupa una superfície de 114,6 km², relativament plana, i posseeix un clima continental. El 2006 tenia 808 habitants.